# Oporinia pallescens
Oporinia pallescens är en fjärilsart som beskrevs av Cockerell 1889. Oporinia pallescens ingår i släktet Oporinia och familjen mätare. Inga underarter finns listade i Catalogue of Life.